# Dianthus angolensis
Dianthus angolensis  är en nejlikväxt som beskrevs av William Philip Hiern och Samuel Williams. 

## Beskrivning
Dianthus angolensis ingår i släktet nejlikor, och familjen nejlikväxter. 
Inga underarter finns listade i Catalogue of Life.

## Etymologi
- Släktnamnet Dianthus härleds från grekiska Διός, Dios (ett alternativt namn till guden Zeus) och ἀνθός, anthos = blomma. Betydelsen blir sålunda Zeus blomma. I överförd bemärkelse kan det även förstås som gudomlig blomma.

Detta var ett namn, som användes för en växt i antiken, redan 300 år före vår tideräkning.